# Огбейфо, Рут
Рут Огбейфо (Ruth Ogbeifo, 18 апреля 1972) — нигерийская тяжелоатлетка, призёр Олимпийских игр.
Рут Огбейфо родилась в 1972 году в селении Кокори (Kokori) Эфиопского самоуправляемого района (Ethiope Local Government Area) штата Дельта, Нигерия. В 1999 году завоевала бронзовую медаль чемпионата мира. В 2000 году на Олимпийских играх в Сиднее стала обладательницей серебряной медали в весовой категории до 75 кг.